# Die Spruchpraxis
Die Spruchpraxis war eine österreichische Zeitschrift, die erstmals 1884 und das letzte Mal 1914 erschienen ist. Die Spruchpraxis erschien sechs Mal jährlich. Der Redakteur der Zeitung war Anton Riehl. Erscheinungsort war Wien.